# Gljúfrafoss
De Gljúfurárfoss (ook wel Gljúfrafoss of Gljúfrabúi genoemd) is een waterval in IJsland. De waterval ligt vlak aan de ringweg naar Þórsmörk, op zo’n 120 km afstand van Reykjavik. De naam Gljúfurárfoss betekent in het Nederlands ”kloofrivierwaterval”.
De waterval ligt half verborgen in een kloof. De waterval kan van dichterbij bekeken worden door door het water te waden, ook kan er langs de zijkant van de waterval omhoog geklommen worden.
Een paar honderd meter verderop bij Gljúfurárfoss ligt de waterval Seljalandsfoss.